# 21.º Batallón Aéreo de Reemplazo
El 21º Batallón Aéreo de Reemplazo (21. Flieger-Ersatz-Abteilung) fue una unidad de la Luftwaffe de la Alemania nazi.

## Historia
Fue formado el 1 de marzo de 1939 en Magdeburg-Ost. El 1 de abril de 1939 es redesignado como I Batallón de Instrucción del 21º Batallón de Instrucción Aérea.

## Comandantes
- Teniente coronel Rüdiger von Heyking (1 de marzo de 1939 - 1 de abril de 1939)